# Rateče (Pass)
Der Rateče-Sattel, Sattel von Ratece, Ratschacher Sattel oder Weißenfelser Sattel, slowenisch Rateče, italienisch Valico di Fusine oder Passo di Radece, Sella di Ratece, ist der 850 m hohe Passübergang an der italienisch-slowenischen Grenze zwischen Tarvisio (Tarvis/Trbiž) und Kranjska Gora. Er verbindet das Kanaltal im Friaul und in Kärnten mit dem Save-Tal in der Gorenjska. Der Pass trennt die Julischen Alpen im Süden von den Karawanken nördlich.

## Lage und Landschaft
Der Pass liegt 15 Kilometer südwestlich von Villach, 60 Kilometer nordöstlich von Udine und 70 Kilometer nordwestlich von Ljubljana. 6 Kilometer nördlich liegt Arnoldstein im Untergailtal.
Der Rateče ist keine orographische Landmarke, sondern eine weitgezogene Passlandschaft, die sich über gut 5 Kilometer von Fusine in Valromana (Weißenfels/Bela Peč) im Val Romana (Weißenfelser Tal, Römertal) und den Ort Rateče (Ratschach) bis Podkoren (Wurzen) im Savetal zieht. Die Einsattelung ist ein weitestgehend ebenes Trogtal: Tatsächlich mündet der Bach bei Rateče (auf 865 m an Nordhang gelegen), die Trebiza vom Dreiländereck (Monte Forno, Peč) (1508 m ü. A.), in das abflusslose Feuchtgebiet Ledine im Hochtal. Erst einen Kilometer östlich entspringt am Izvir Save auf 834 m mit der Sava Dolinka (Wurzener Save) der Oberlauf der Save. Westwärts beginnen die Trockenbäche, die das Quellgebiet des Rio Vaisonz am Kucerji, einem Vorgipfel der Mata Ponca (Ponza Piccola, 1925 m s.l.m.), bilden, schon südlich von Rateče.
Daher hat sich eingebürgert, die Passhöhe einen Kilometer westlich des Ortes Rateče direkt an der Landesgrenze zu verorten, wo sich ein schwacher Talpass abzeichnet.

## Geschichte und Verkehr
Der Pass bildet einen uralten leichten Übergang von der inneralpinen Beckenlandschaft des Drautals in den Saveraum und bildet damit – mit dem Kärntner Tor der Drau und den Windischen Büheln bei Spielfeld/Marburg – den natürlichen Zugang Österreichs an den südöstlichen Alpenrand, und – mit oberer Save und dem Kanaltal in die Ebenen des Veneto – zur Oberen Adria.
Etwa 4 Kilometer nordöstlich liegt mit dem 1073 m hohen Wurzenpass ein streckenmäßig viel kürzerer Übergang vom Savetal in das Drautal.
Der römische Übergang von der Straße Aquileia–Virunum bei Tarvis über die Festung Nerate/Nareste (Jesenice) nach Emona (Laibach) ist belegt. Heute befindet sich hier die SS54 del Friuli – Regionalstraße Nr. 202 (Landesgrenze – Wurzenpassstraße 201 bei Podkoren).
1870 wurde hier auch die Bahnstrecke Tarvis – Laibach der Rudolfsbahn eröffnet. 1967 wurde der italienische Streckenabschnitt stillgelegt, 1969 dann auch der Abschnitt von der Grenze bis Jesenice. Die Bahntrasse ist als Gemeindestraße/Feldweg noch erhalten.

## Geologie und Hydrographie

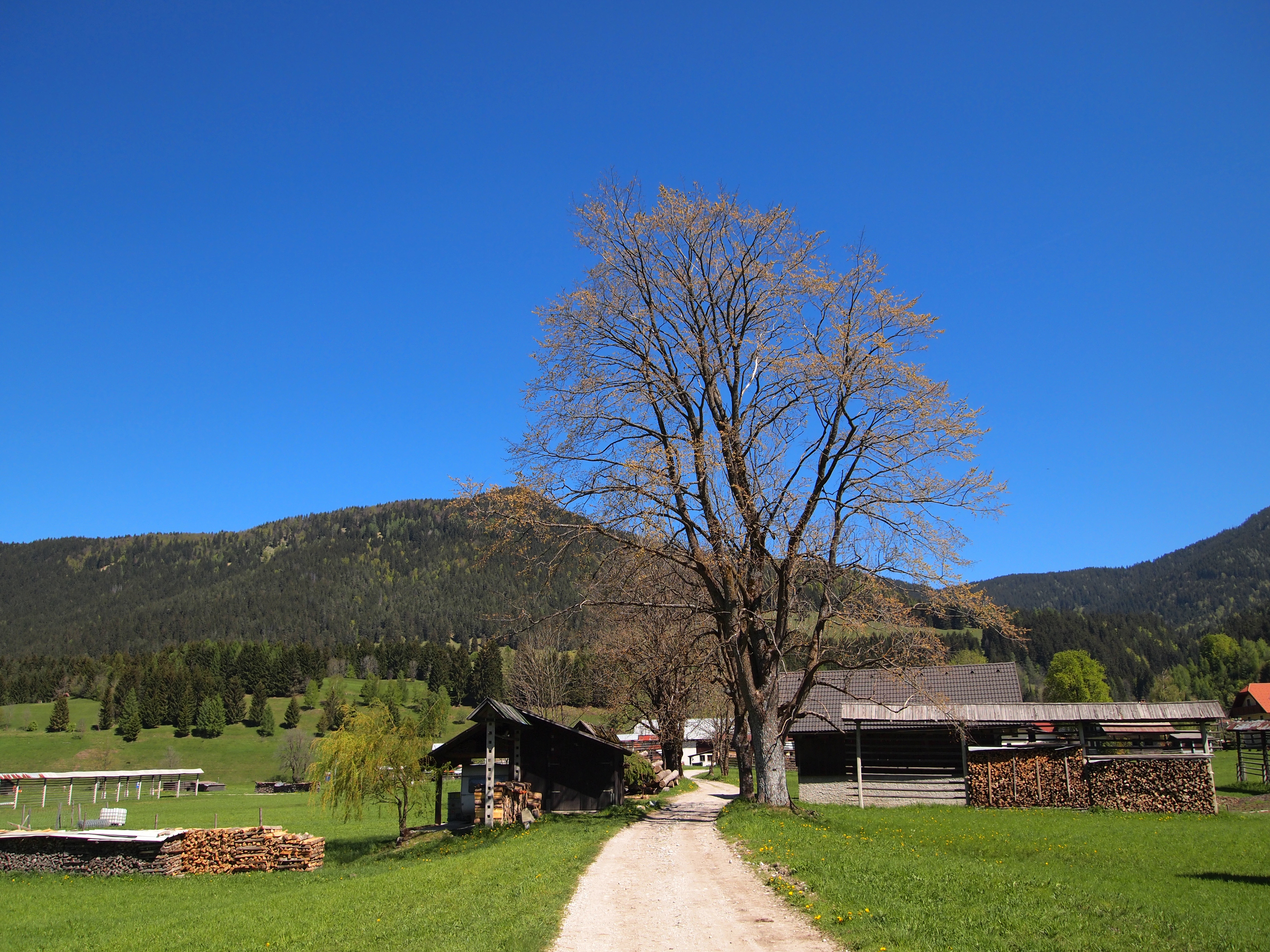
Der Wegdamm, der die ausgewiesene Wasserscheide bildet (hinten wieder das Dreiländereck)

Beiderseits des Ortes liegen quer im Tal mächtige Moränen. Dabei ist sogar die östliche die höhere von den beiden. Die Save hat ein so geringes Gefälle, dass sie den Schutt nie abtransportieren konnte. Den westlichen Teil der Ebene hat der Rio Vaisonz, der mit der Slizza/Gailitz gegen Arnoldstein hin steiler abfällt, schon angezapft. Die Trebiza, die hier also in ein Sattel-Feuchtgebiet mündet, kann bei Starkregen sogar einen See ausbilden, Ledine (Ratschacher See) genannt, der dann nach Westen überläuft, und so eine Bifurkation darstellt. Aus der Zeit vor dem Bahnbau ist überliefert, dass das erst seit dem Einschnitt durch den Eisenbahnbau in den 1860ern möglich ist, und der See früher auch nach Osten zur Save abfloss.
Das Feuchtgebiet wird heute hydrographisch dem Savegebiet zugeordnet, die Talwasserscheide liegt also etwa 800 Meter östlich des nominellen Passes, südlich vom Ort (⊙). Die Sava Dolinka entspringt eigentlich im Planica-Tal südlich als Nadiža-Wasserfall (Izvir Nadiža), versickert dann aber sofort wieder.
Der Rateče bildet nicht die Wasserscheide Mittelmeer–Schwarzes Meer, diese liegt im Kanaltal westlich von Tarvis bei Camporosso (Saifnitzpass), die Slizza geht noch nordwärts zur Drau.